# Jonas Leksell
Karl Jonas Leksell, född 23 februari 1969 i Borlänge, är en svensk programledare. Han har även varit polis och trummis, och som skribent gav han 2004 ut boken Så blir du proffsig. 
Leksell arbetade tidigare som polis, bland annat som ordningspolis i Nacka. Under tiden som polis gjorde han sin tv-debut som panelmedlem i ZTV:s Knesset; Han spelade samtidigt trummor i det numera nedlagda bandet The Standards som 1996 hade en hit med låten "Always".
Leksell var speakern i spelet Teazle från 1997. I november 1999 sadlade han om på allvar för att satsa på en karriär som programledare på heltid, inledningsvis för barnprogrammet Myror i brallan. I bland annat Myror i brallan medverkade även Jonas Leksells hund bullterriern Tudor som blev populär bland tittarna.
Senare har Leksell synts som programledare för bland annat Bolibompa och agenterna. Under vintern 2017 medverkade Leksell som berättare i SVT:s dokumentärserie Samtidigt i Hofors. 2018 blev han programledare för Barnmorgon i P4. I samband med att Leksell tog över programmet, 20 augusti 2018, bytte det namn till Barnmorgon med Jonas,
Jonas Leksell medverkade även i Stöldskyddsföreningens webbserie Stoppa tjuven.
2020 medverkar han i Sveriges Radios julkalender som lucköppnare.

## Familj
Leksell är gift med Frida Normark och tillsammans har de en dotter.

## Produktioner (urval)
- Jonas val (radio, SR), programledare.
- Myror i brallan (TV, SVT), som programledare.
- Dra mig baklänges! (TV, SVT), skådespelare
- Da Möb (tecknad TV-serie), rösten till karaktären KG.
- Jullovsmorgon (TV, SVT), programledare.
- Agenterna, skådespelare.
- Bolibompa (TV, SVT), programledare.
- Hela köret (TV, SVT), programledare.
- Räkna med skägg (TV, SVT), programledare.
- Stava med skägg (TV, SVT), programledare.
- Knesset (TV, ZTV), panelmedlem säsong 4, medverkade i sketcher tillsammans med Olle Sarri från och med säsong 2.
- Studio Pop (TV, SVT), vikarie för Per Sinding Larsen.
- Jonas och Musses religion, (TV, SVT), programledare
- Djursjukhuset (TV, SVT), programledare.
- Mekatronik (TV, SVT), programledare
- Samtidigt i Hofors (TV, SVT), berättare